# Néstor Araujo
Néstor Alejandro Araujo Razo (Guadalajara, 29 de agosto de 1991) es un futbolista mexicano. Juega como defensa en el Club América de la Primera División de México, además es internacional con la selección mexicana.

## Trayectoria

### Inicios y Club de Fútbol Cruz Azul
Empezó jugando en agosto de 2007 con el Cruz Azul Lagunas de la Tercera División de México en donde jugó 16 partidos y anotó dos goles. En enero de 2008 jugó con Cruz Azul Xochimilco, también de tercera división, registró 23 partidos y otros dos goles. Para la temporada 2008-09 formó parte de Cruz Azul Jasso de la Segunda División de México, teniendo participación en 20 partidos y anotando un gol.
A partir del 2010 pasó a jugar con el equipo sub-20 del Cruz Azul y en los meses de junio y julio formó parte del primer equipo en la pretemporada de cara al torneo apertura. Lo debutó Enrique Meza con el Cruz Azul el 18 de septiembre de 2010 a los 19 años de edad en el Apertura 2010 en un partido contra los Gallos Blancos de Querétaro donde su equipo ganó 3-0.
En su primer torneo jugó cinco partidos, todos como titular, estuvo en cuatro victorias y solo una derrota contra los Pumas de la UNAM en el partido de vuelta de cuartos de final. En los siguientes tres torneos tuvo más actividad, consiguió la titularidad que deseaba y tuvo un buen desempeño en el equipo.
Su primer partido internacional fue el 21 de septiembre de 2010 contra el Toronto en un partido de la Concacaf Liga Campeones 2010-11, el partido terminó en un empate a 0. Su primer partido en la Copa Libertadores de América fue el 8 de febrero de 2012 cuando el Cruz Azul le ganó en calidad de visitante al Nacional de Paraguay por marcador de 1-2.
La temporada 2012-13 solo jugó ocho partidos de liga y también tuvo participación en un partido con Cruz Azul Hidalgo en la Liga de Ascenso de México. A pesar de jugar poco en liga, fue titular en los partidos de la copa en donde resultó campeón al ganarle al Atlante en la tanda de penales.

### Club Santos Laguna

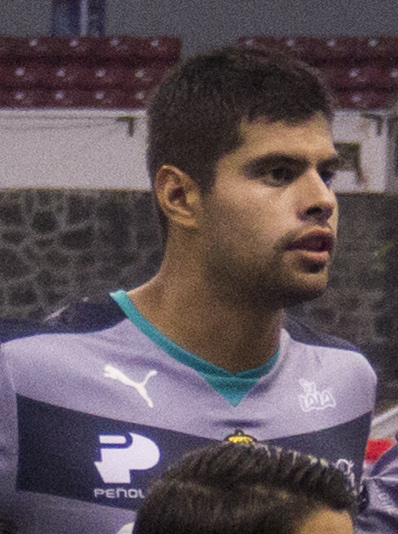
Araujo con Santos Laguna.

El 5 de junio de 2013 se dio a conocer su préstamo por un año con opción a compra al Club Santos Laguna. Su primer partido con el Santos fue el 26 de julio de 2013 contra su exequipo, el Cruz Azul, jugó los 90 minutos y el encuentro terminó 3-2 a favor del Santos. Anotó su primer gol con el equipo y como profesional el 19 de agosto de 2014, en la goleada de Santos 3-0 ante Correcaminos de la UAT.
Consiguió el título de la Copa México Apertura 2014 el 4 de noviembre, cuando Santos derrotó al Puebla en penales en la final del torneo. En el siguiente semestre logró el campeonato del Torneo Clausura 2015 al derrotar a Querétaro en la final por marcador global de 5-3; Araújo era banca en el equipo, pero una lesión de Oswaldo Alanís durante las últimas jornadas le dieron la oportunidad de ser titular y de jugar todos los partidos de la liguilla. Consiguió su tercer título con el equipo al derrotar al Club América en el partido de Campeón de Campeones 2014-15.
Para el siguiente torneo Alanís fue vendido al Guadalajara y a partir de ahí Araújo tomó la titularidad del equipo. El 20 de mayo de 2018 se proclamó nuevamente campeón de liga al derrotar en la final del Torneo Clausura 2018 al Toluca por marcador global de 3-2.

### Real Club Celta de Vigo
El 14 de junio de 2018 se confirmó su transferencia definitiva al Real Club Celta de Vigo, equipo con el cual firmó por 5 temporadas. El 26 del mismo mes se anunció que portaría el número 4 en su camiseta.

### Club América
El 24 de junio de 2022, se oficializa su traspaso al Club América, tras 4 temporadas en el Celta de Vigo volviendo así a la liga Mexicana.[cita requerida]

## Selección nacional

### Categorías inferiores

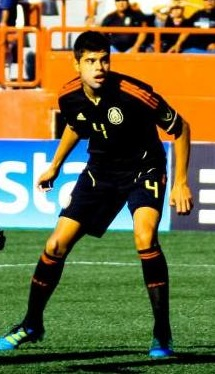
Araujo en 2011 con selecciones menores

En marzo de 2011, fue convocado por el selectivo sub-20 para disputar el Campeonato Sub-20 de la Concacaf de 2011. Araújo jugó los 90 minutos de todos los partidos que disputó. México logró el campeonato de manera invicta al ganar sus cinco partidos ante Cuba (0:3), Trinidad y Tobago (5:0), Canadá (3:0), Panamá (4:1) y Costa Rica (3:1). En junio, fue convocado para disputar la Copa Mundial Sub-20 de 2011 que se jugó en Colombia. Participó de titular en todos los encuentros y solo salió de cambio en el partido por el tercer lugar contra la Selección de fútbol de Francia. México terminó como segundo lugar de su grupo, resultado de perder en contra Argentina (1:0), ganarle a Corea del Norte (3:0) y empatar con Inglaterra (0:0). En octavos de final México derrotó a Camerún en penales (0:3), después de empatar a un gol en el tiempo regular; en cuartos de final derrotaron a Colombia (3:1); en semifinales perdieron en contra de Brasil (2:0) y en el partido por el tercer lugar le ganaron a la selección de Francia (3:1).
Fue convocado por la selección sub-21 para disputar el Torneo Esperanzas de Toulon de 2011. Jugó cuatro partidos y su equipo terminó como cuarto lugar de la competencia al perder el partido por el tercer lugar ante Italia.
En octubre de 2011 fue llamado para participar con la selección de la categoría sub-22 en los Juegos Panamericanos a disputarse ese mismo año. Araújo disputó todos los minutos de la competencia y México terminó como líder de su grupo como resultado de empatar ante Trinidad y Tobago (1:1), y ganar contra Ecuador (2:1) y Uruguay (5:2). En semifinales, derrotó a Costa Rica (3:0) y en la final se proclamó campeón al vencer a Argentina (0:1).
Participó con la selección sub-23 en el Preolímpico de Concacaf de 2012. Araújo solo jugó en la victoria de México ante la selección de Panamá. México terminó como campeón del torneo al derrotar en la final a Honduras (1:2). En mayo, fue convocado para disputar el Torneo Esperanzas de Toulon de 2012. Jugó en las victorias en contra de Marruecos (3:4) y Bielorrusia (1:2). México resultó campeón al ganarle la final 3-0 a la Selección de Turquía. En julio, fue incluido por Luis Fernando Tena en la lista de 18 jugadores que representaron a México en el Torneo de Fútbol Masculino de los Juegos Olímpicos de Londres 2012. Araújo no jugó ningún partido, pero México logró el campeonato del torneo al ganarle en la final 2-1 a la Selección de Brasil.

### Selección absoluta

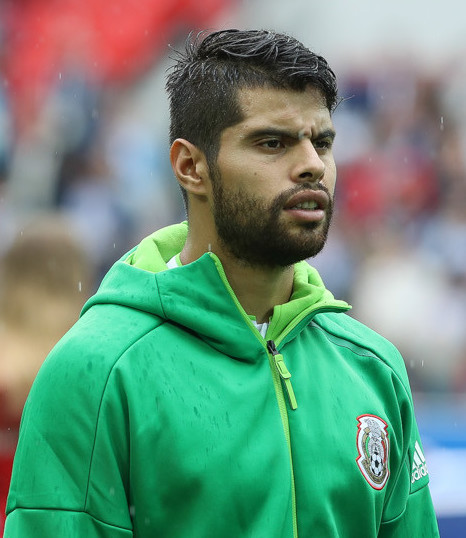
Araujo con la selección mexicana.

En abril del 2011 fue llamado por Luis Fernando Tena a la selección que disputó la Copa América 2011. Araújo debutó con la selección el 4 de julio de 2011, jugó todos los partidos de la copa como titular, anotó su primer gol con la selección y el único gol de México en toda la competencia contra la Selección de Chile.
Regresó a las selección tras casi 5 años de ausencia al ser convocado por Juan Carlos Osorio para disputar un partido amistoso contra Senegal. Araújo comenzó el encuentro y fue nombrado capitán en su regreso, jugó 45 minutos y México ganó por dos goles a cero. Fue convocado de nueva cuenta para jugar los dos partidos de eliminatorias mundialistas ante la selección de Canadá, Araújo disputó los 90 minutos del segundo encuentro.
En mayo de 2016, fue convocado para disputar la Copa América Centenario. Participó en las victorias contra Uruguay y Jamaica en fase de grupos, y disputó el partido de cuartos de final contra Chile, en donde México fue derrotado 7-0. El año siguiente fue nuevamente llamado, esta vez para disputar la Copa FIFA Confederaciones 2017. Jugó todos los partidos como titular y anotó uno de los goles con los que México derrotó a la selección de Rusia. México terminó como segundo lugar de su grupo, en semifinales sufrió una derrota contra Alemania por marcador de 1-4 y perdió el partido por el tercer lugar contra Portugal.

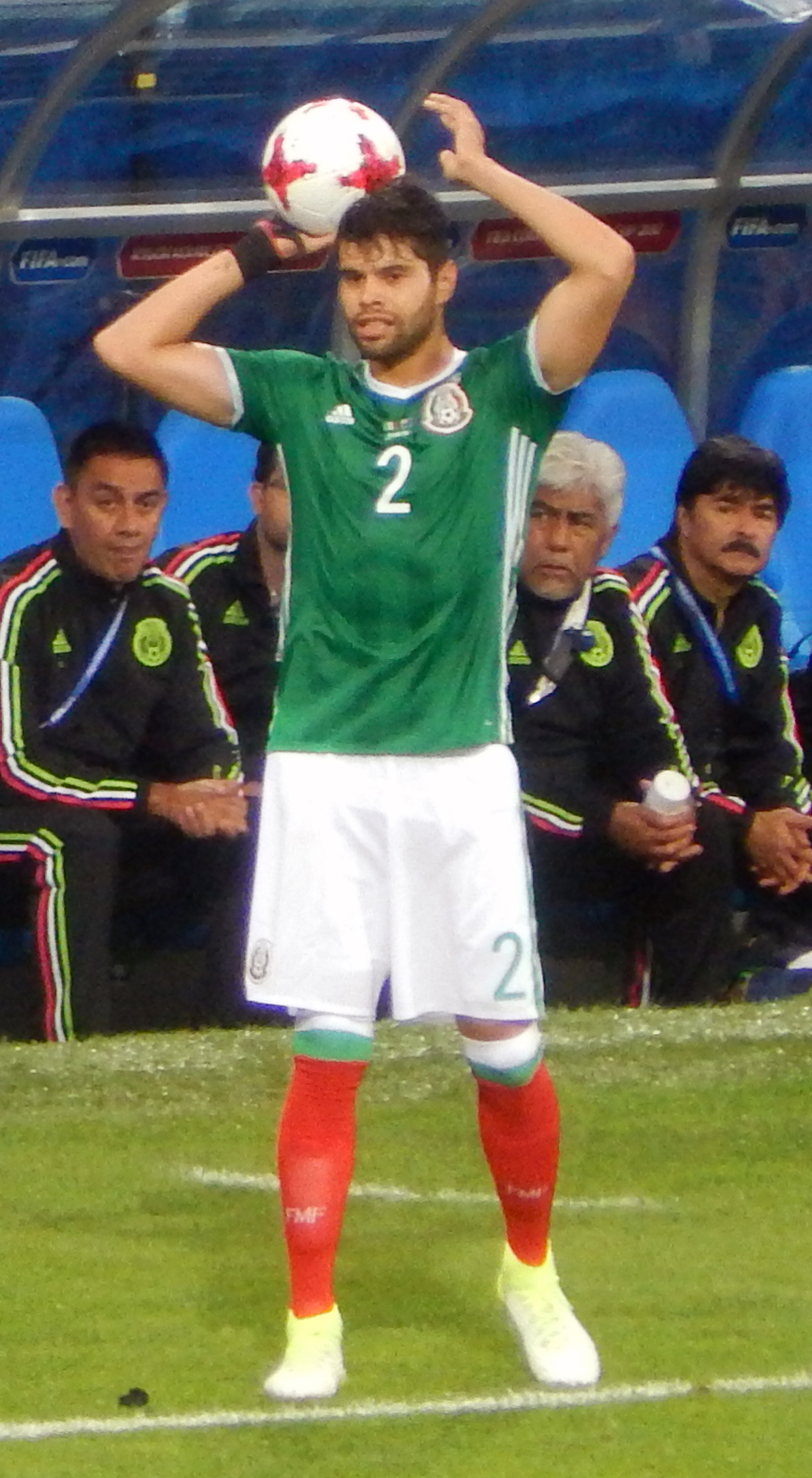
Araujo en la Copa Confederaciones 2017.

El 27 de marzo de 2018, durante un partido amistoso contra la selección de Croacia, Araújo sufrió una lesión en la rodilla que lo obligó a salir de cambio a los 15 minutos del partido. Tras esta lesión Araújo estuvo alejado de las canchas, a pesar de esto formó parte de la lista preliminar de 28 futbolistas para disputar la Copa Mundial de 2018, pero no logró recuperarse de su lesión y el 23 de mayo se anunció que no participaría en el mundial.

### Participaciones en fases finales
| Torneo                          | Categoría | Sede           | Resultado        | Partidos | Goles |
| ------------------------------- | --------- | -------------- | ---------------- | -------- | ----- |
| Copa América de 2011            | Absoluta  | Argentina      | Primera Fase     | 3        | 1     |
| Preolímpico de Concacaf de 2012 | Sub-23    | Estados Unidos | Campeón          | 1        | 0     |
| Juegos Olímpicos de 2012        | Sub-23    | Londres        | Campeón          | 0        | 0     |
| Copa América de 2016            | Absoluta  | Estados Unidos | Cuartos de final | 3        | 0     |
| Copa Confederaciones de 2017    | Absoluta  | Rusia          | Cuarto puesto    | 5        | 1     |
| Copa Oro de 2019                | Absoluta  | Estados Unidos | Campeón          | 3        | 0     |
| Liga de Naciones de 2019-20     | Absoluta  | Concacaf       | Subcampeón       | 4        | 0     |
| Copa Oro de 2021                | Absoluta  | Estados Unidos | Subcampeón       | 5        | 0     |
| Copa Mundial de Fútbol de 2022  | Absoluta  | Catar          | Primera Fase     | 1        | 0     |

## Estadísticas

### Clubes
Actualizado al último partido disputado el 8 de abril de 2025.
| Cruz Azul · México |               |               |     |    |    |    |    |     |     |    |
| 1.ª | 2010-11       | 17            | -   | -  | -  | 2  | -  | 19  | -   |    |
| 1.ª | 2011-12       | 24            | -   | -  | -  | 5  | -  | 29  | -   |    |
| 1.ª | 2012-13       | 8             | -   | 10 | -  | -  | -  | 18  | -   |    |
| Total club | Total club    | 49            | -   | 10 | -  | 7  | -  | 66  | -   |    |
| Santos Laguna · México |               |               |     |    |    |    |    |     |     |    |
| 1.ª | 2013-14       | 28            | -   | 2  | -  | 5  | -  | 35  | -   |    |
| 1.ª | 2014-15       | 16            | -   | 11 | 2  | -  | -  | 27  | 2   |    |
| 1.ª | 2015-16       | 36            | 1   | -  | -  | 8  | -  | 44  | 1   |    |
| 1.ª | 2016-17       | 28            | 2   | 5  | 1  | -  | -  | 33  | 3   |    |
| 1.ª | 2017-18       | 26            | -   | 5  | 1  | -  | -  | 31  | 1   |    |
| Total club | Total club    | 135           | 3   | 23 | 4  | 13 | 0  | 171 | 7   |    |
| Celta de Vigo · España |               |               |     |    |    |    |    |     |     |    |
| 1.ª | 2018-19       | 32            | 3   | 1  | 0  | 0  | 0  | 33  | 3   |    |
| 1.ª | 2019-20       | 34            | 1   | 2  | 0  | 0  | 0  | 36  | 1   |    |
| 1.ª | 2020-21       | 33            | 0   | 0  | 0  | 0  | 0  | 33  | 0   |    |
| 1.ª | 2021-22       | 34            | 0   | 0  | 0  | 0  | 0  | 34  | 0   |    |
| Total club | Total club    | 126           | 4   | 3  | 0  | 0  | 0  | 129 | 4   |    |
| América · México | 1.ª           | 2022-23       | 29  | 0  | -  | -  | -  | -   | 29  | 0  |
| América · México | 1.ª           | 2023-24       | 6   | 0  | -  | -  | 4  | 0   | 10  | 0  |
| América · México | 1.ª           | 2024-25       | 19  | 0  | 1  | 0  | 4  | 0   | 24  | 0  |
| América · México | Total club    | Total club    | 54  | 0  | 1  | 0  | 8  | 0   | 63  | 0  |
| Total carrera | Total carrera | Total carrera | 364 | 6  | 34 | 4  | 28 | 0   | 429 | 11 |
| (1)Incluye datos de la Copa México y Campeón de Campeones (2014-15) (2)Incluye datos de la Concacaf Liga de Campeones (2010-11, 2015-16) y Copa Libertadores de América (2012, 2014) |               |               |     |    |    |    |    |     |     |    |

### Selecciones
| Competición                              | Categoría | Sede                                 | Resultado        | PJ | G |
| ---------------------------------------- | --------- | ------------------------------------ | ---------------- | -- | - |
| Campeonato Sub-20 de la Concacaf de 2011 | Sub-20    | Guatemala                            | Campeón          | 5  | 0 |
| Copa Mundial Sub-20 de 2011              | Sub-20    | Colombia                             | Tercer lugar     | 7  | 0 |
| Torneo Esperanzas de Toulon de 2011      | Sub-21    | Francia                              | Cuarto lugar     | 4  | 0 |
| Juegos Panamericanos de 2011             | Sub-22    | México                               | Medalla de oro   | 5  | 0 |
| Preolímpico de Concacaf de 2012          | Sub-23    | Estados Unidos                       | Campeón          | 1  | 0 |
| Torneo Esperanzas de Toulon de 2012      | Sub-23    | Francia                              | Campeón          | 2  | 0 |
| Juegos Olímpicos de Londres 2012         | Sub-23    | Reino Unido                          | Medalla de oro   | 0  | 0 |
| Copa América 2011                        | Absoluta  | Argentina                            | Primera fase     | 3  | 1 |
| Copa América Centenario                  | Absoluta  | Estados Unidos                       | Cuartos de final | 3  | 0 |
| Copa FIFA Confederaciones 2017           | Absoluta  | Rusia                                | Cuarto lugar     | 5  | 1 |
| Eliminatorias Mundialistas 2018          | Absoluta  | Norteamérica, Centroamérica y Caribe | Calificado       | 6  | 1 |
| Amistosos                                | Absoluta  | –                                    | –                | 13 | 0 |
| Total                                    | –         | –                                    | –                | 54 | 3 |

#### Detalle de partidos
| 1.  | 4 de julio de 2011      | San Juan del Bicentenario, San Juan, Argentina    | Chile                | 2-1 | 1 | Copa América 2011               |
| 2.  | 8 de julio de 2011      | Malvinas Argentinas, Mendoza, Argentina           | Perú                 | 0-1 |   | Copa América 2011               |
| 3.  | 12 de julio de 2011     | Ciudad de La Plata, La Plata, Argentina           | Uruguay              | 1-0 |   | Copa América 2011               |
| 4.  | 10 de febrero de 2016   | Marlins Park, Miami, Estados Unidos               | Senegal              | 2-0 |   | Amistoso                        |
| 5.  | 29 de marzo de 2016     | Azteca, Ciudad de México, México                  | Canadá               | 2-0 |   | Eliminatorias mundialistas 2018 |
| 6.  | 28 de mayo de 2016      | Georgia Dome, Atlanta, EEUU                       | Paraguay             | 1-0 |   | Amistoso                        |
| 7.  | 1 de junio de 2016      | Qualcomm, San Diego, EEUU                         | Chile                | 1-0 |   | Amistoso                        |
| 8.  | 5 de junio de 2016      | Universidad de Phoenix, Glendale, EEUU            | Uruguay              | 3-1 |   | Copa América Centenario         |
| 9.  | 9 de junio de 2016      | Rose Bowl, Pasadena, EEUU                         | Jamaica              | 2-0 |   | Copa América Centenario         |
| 10. | 18 de junio de 2016     | Levi's Stadium, Santa Clara, EEUU                 | Chile                | 0-7 |   | Copa América Centenario         |
| 11. | 15 de noviembre de 2016 | Rommel Fernández, Panamá, Panamá                  | Panamá               | 0-0 |   | Eliminatorias mundialistas 2018 |
| 12. | 8 de febrero de 2017    | Estadio Sam Boyd, Las Vegas, EEUU                 | Islandia             | 1-0 |   | Amistoso                        |
| 13. | 24 de marzo de 2017     | Azteca, Ciudad de México, México                  | Costa Rica           | 2-0 | 1 | Eliminatorias mundialistas 2018 |
| 14. | 28 de marzo de 2017     | Hasely Crawford, Puerto España, Trinidad y Tobago | Trinidad y Tobago    | 0-1 |   | Eliminatorias mundialistas 2018 |
| 15. | 27 de mayo de 2017      | Memorial Coliseum, Los Ángeles, EEUU              | Croacia              | 1-2 |   | Amistoso                        |
| 16. | 18 de junio de 2017     | Kazán Arena, Kazán, Rusia                         | Portugal             | 2-2 |   | Confederaciones 2017            |
| 17. | 21 de junio de 2017     | Estadio Olímpico de Sochi, Sochi, Rusia           | Nueva Zelanda        | 2-1 |   | Confederaciones 2017            |
| 18. | 24 de junio de 2017     | Kazán Arena, Kazán, Rusia                         | Rusia                | 2-1 | 1 | Confederaciones 2017            |
| 19. | 29 de junio de 2017     | Olímpico, Sochi, Rusia                            | Alemania             | 4-1 |   | Confederaciones 2017            |
| 20. | 2 de julio de 2017      | Otkrytie Arena, Moscú, Rusia                      | Portugal             | 2-1 |   | Confederaciones 2017            |
| 21. | 1 de septiembre de 2017 | Estadio Azteca, Ciudad de México, México          | Panamá               | 1-0 |   | Eliminatorias mundialistas 2018 |
| 22. | 10 de octubre de 2017   | Olímpico Metropolitano, San Pedro Sula, Honduras  | Honduras             | 3-2 |   | Eliminatorias mundialistas 2018 |
| 23. | 10 de noviembre de 2017 | Estadio Rey Balduino, Bruselas, Bélgica           | Bélgica              | 3-3 |   | Amistoso                        |
| 24. | 13 de noviembre de 2017 | Arena Gdansk, Gdansk, Polonia                     | Polonia              | 0-1 |   | Amistoso                        |
| 25. | 31 de enero de 2018     | Alamodome, San Antonio, EEUU                      | Bosnia y Herzegovina | 1-0 |   | Amistoso                        |
| 26. | 23 de marzo de 2018     | Levi's Stadium, Santa Clara, EEUU                 | Islandia             | 3-0 |   | Amistoso                        |
| 27. | 27 de marzo de 2018     | AT&T Stadium, Arlington, EEUU                     | Croacia              | 0-1 |   | Amistoso                        |
| 28. | 16 de octubre de 2018   | Corregidora, Querétaro, México                    | Chile                | 0-1 |   | Amistoso                        |
| 29. | 16 de noviembre de 2018 | Mario Alberto Kempes, Córdoba, Argentina          | Argentina            | 2-0 |   | Amistoso                        |
| 30. | 26 de marzo de 2019     | Levi's Stadium, Santa Clara, EEUU                 | Paraguay             | 4-2 |   | Amistoso                        |

### Resumen estadístico
|                            | Partidos | Goles |
| -------------------------- | -------- | ----- |
| Liga                       | 183      | 3     |
| Copas nacionales           | 33       | 4     |
| Copas internacionales      | 20       | 0     |
| Selección de México        | 27       | 3     |
| Selección de México Sub-23 | 3        | 0     |
| Selección de México Sub-22 | 5        | 0     |
| Selección de México Sub-21 | 4        | 0     |
| Selección de México Sub-20 | 12       | 0     |
| Total                      | 287      | 10    |

## Palmarés

### Campeonatos nacionales
| Título                  | Equipo        | País   | Año     |
| ----------------------- | ------------- | ------ | ------- |
| Copa México             | Cruz Azul     | México | C-2013  |
| Copa México             | Santos Laguna | México | A-2014  |
| Primera División        | Santos Laguna | México | C-2015  |
| Campeón de Campeones    | Santos Laguna | México | 2014-15 |
| Primera División        | Santos Laguna | México | C-2018  |
| Primera División        | Club América  | México | A-2023  |
| Primera División        | Club América  | México | C-2024  |
| Campeón de Campeones    | Club América  | México | 2023-24 |
| Supercopa de la Liga MX | Club América  | México | 2024    |
| Primera División        | Club América  | México | A-2024  |

### Campeonatos internacionales
| Título                           | Equipo                     | Sede           | Año  |
| -------------------------------- | -------------------------- | -------------- | ---- |
| Campeonato Sub-20 de la Concacaf | Selección Sub-20 de México | Guatemala      | 2011 |
| Juegos Panamericanos             | Selección Sub-23 de México | México         | 2011 |
| Preolímpico de Concacaf          | Selección Sub-23 de México | Estados Unidos | 2012 |
| Torneo Esperanzas de Toulon      | Selección Sub-23 de México | Francia        | 2012 |
| Juegos Olímpicos                 | Selección Sub-23 de México | Londres        | 2012 |
| Copa de Oro de la Concacaf       | Selección de México        | Estados Unidos | 2019 |

### Distinciones individuales
| Distinción                                                     | Año     |
| -------------------------------------------------------------- | ------- |
| Once Ideal de la Primera División de México                    | 2017    |
| Balón de Oro al Mejor Defensa de la Primera División de México | 2016-17 |